# ガトーフェスタ・ハラダ
ガトーフェスタ ハラダ（GATEAU FESTA HARADA）は、群馬県高崎市で創業した洋菓子店舗の名称。「株式会社原田」が運営する。ガトーラスク「グーテ・デ・ロワ（GOUTER de ROI）」などの製造および販売で知られる。

## 歴史
1901年、和菓子業として創業し、創業者である原田丑太朗が多野郡新町（当時。現・高崎市新町）で和菓子店「松雪堂」を開業した。太平洋戦争に突入すると砂糖をはじめとする原材料の調達が困難となり、終戦後の食糧統制下にあった1946年にパン製造を開始した。主に学校給食向けパン需要を中心とし、一般客向けのパンと洋菓子の製造販売をするようになった。しかし、バブル崩壊後の贈答菓子の需要低迷、およびスーパーマーケットとコンビニエンスストアの台頭により業績が悪化し、1997年から3期連続の赤字となった。
製パン業の時代から余剰となったパンをラスクとして加工し販売しており、予てより好評であったことからこれを「グーテ・デ・ロワ」のブランドで2000年から発売。発売当初は売り上げが少なかったが、都内百貨店の物産展などでの販促が功を奏して売り上げが伸び、経営危機を克服して洋菓子メーカーとして急成長した。

### 年表
- 1901年（明治34年） 和菓子業として創業。
- 1910年（明治43年） 和菓子店「松雪堂」開店。
- 1942年（昭和17年） 「新町製菓製パン有限会社」として法人化。
- 1952年（昭和27年） 社名を「有限会社原田本店」に改称。
- 2000年（平成12年） ラスク「グーテ・デ・ロワ」販売開始。
- 2003年（平成15年） 株式会社に改組し、社名を「株式会社原田」とする。
- 2004年（平成16年） 本館「シャトー・デュ・ボヌール」が開店[3]
- 2013年（平成25年） 高崎工場「シャトー・デュ・クレアシオン」稼働開始[4][5]。

## 工場
本社工場「シャトー・デュ・エスポワール（希望の館）」
群馬県高崎市新町1207
本館「シャトー・デュ・ボヌール」を併設。
工場見学コースを備える他、演奏会・講演会・展示会などが催される「多目的ホール」を併設する。
高崎工場「シャトー・デュ・クレアシオン（創造の館）」
群馬県高崎市下之城町584-8
高崎操車場跡地に建設された5階建ての工場で、2013年3月に稼働を開始した。
商品開発室、品質管理室、コールセンターなどを備える。工場見学は行っていない。

## 店舗

### 直営店

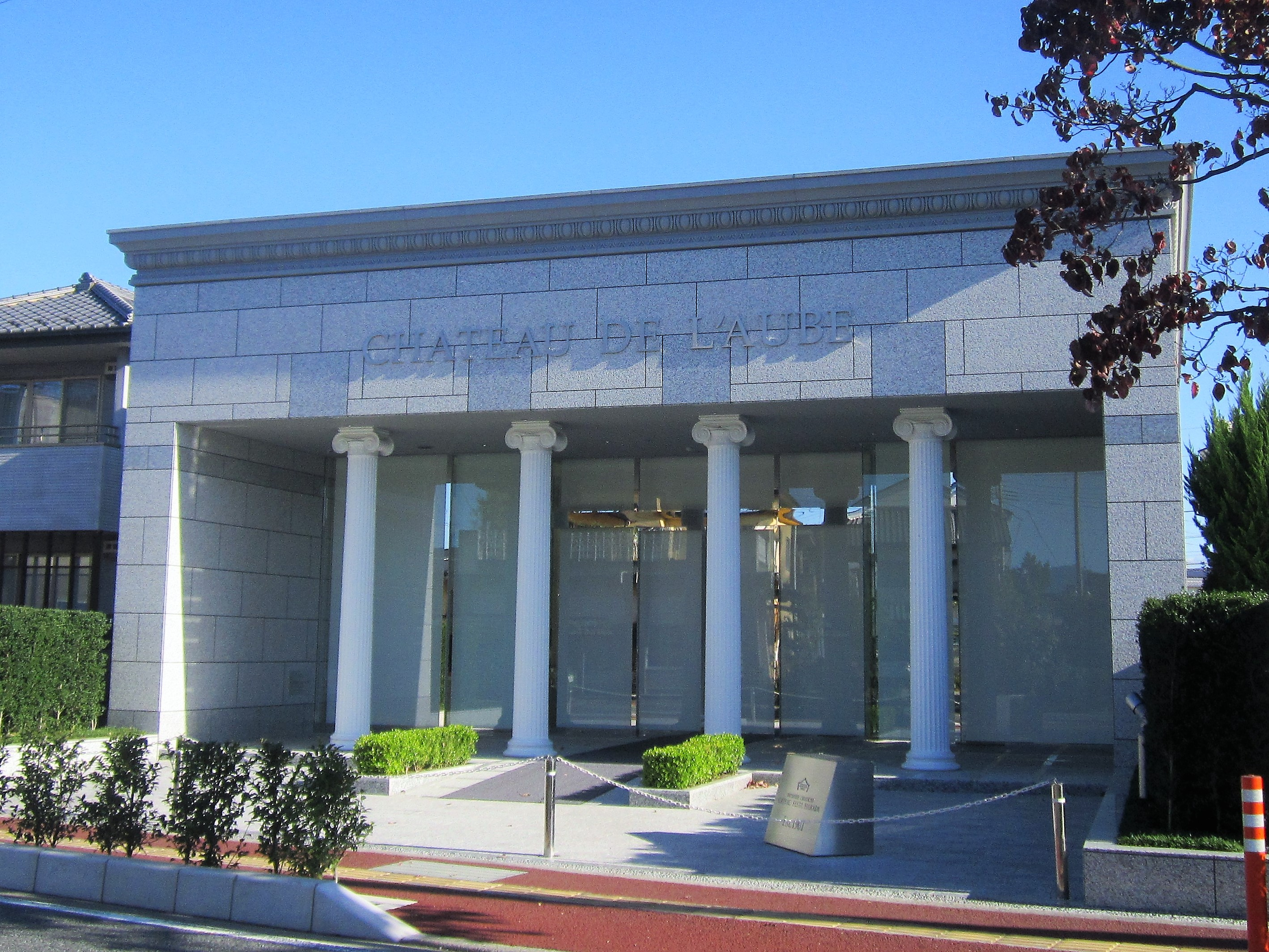
中山道店

本館「シャトー・デュ・ボヌール（幸福の館）」
群馬県高崎市新町1207
ギリシャ建築風の列柱が立ち並ぶ外観が特徴。本社工場「シャトー・デュ・エスポワール」に併設されている。
国道17号沿線にあり、高崎線新町駅から徒歩10分。
中山道店「シャトー・デュ・ローブ」（本店）
群馬県高崎市新町2818
県道中島新町線沿線に立地。2020年2月に新築リニューアルした。旧店舗は当社の創業店で、現店舗のはす向かいに立地していた。
ららん藤岡店
群馬県藤岡市中1131-8。道の駅および藤岡PAハイウェイオアシス「ららん藤岡」内に立地。

### 販売店
北海道
- 大丸札幌店

宮城県
- 藤崎百貨店

群馬県
- スズラン前橋店
- イーサイト高崎店
- イオンモール太田

千葉県
- そごう千葉店
- 高島屋柏店

埼玉県
- 八木橋百貨店
- コクーンシティ さいたま新都心店

東京都
- 松屋銀座本店
- 京王百貨店新宿店
- 松坂屋上野店
- 小田急百貨店町田店
- 西武百貨店池袋本店

神奈川県
- そごう横浜店
- ラゾーナ川崎プラザ

愛知県
- 松坂屋名古屋店

大阪府
- 阪神百貨店梅田本店
- あべのハルカス近鉄本店

京都府
- 大丸京都店

兵庫県
- 神戸阪急店（旧：そごう神戸店）

広島県
- そごう広島店

福岡県
- 博多阪急店
- 大丸福岡天神店

熊本県
- サクラマチ熊本

### 過去の販売店
- スズラン高崎店
- 東武百貨店（池袋店、船橋店）

## メディア
テレビ東京の経済報道番組である『ワールドビジネスサテライト』の2011年1月14日の放送、金曜日の「The行列」のコーナーにおいて、1日あたり50万枚のラスクが生産されていることなどが紹介された。またテレビ朝日のバラエティ番組『ストライクTV』の2011年11月21日の放送では、「ストライクスイーツ」のコーナーにおいて、AKB48（放送当時）の指原莉乃がおすすめとして主力商品の「グーテ・デ・ロワ」を紹介した。

## ギャラリー
- ガトーフェスタハラダの店舗（2010年11月撮影）
- ガトーラスク グーテ・デ・ロワ ホワイトチョコレート（2010年5月撮影）
- ガトーラスク グーテ・デ・ロワ ホワイトチョコレート（2010年5月撮影）